# Tubarão-Rei
Tubarão-Rei (Nanaue) é um personagem fictício do Universo DC e um dos grandes inimigos do super-herói Aquaman. Ele foi criado por Karl Kesen e publicado pela DC Comics. O personagem apareceu brevemente na edição #0 do volume 4 do Superboy. Uma segunda aparição mais longa dele, foi vista na edição #9. 
O Tubarão-Rei faz parte da Sociedade Secreta de Supervilões, o Esquadrão Suicida e o Sexteto Secreto. Nanaue é um humanóide-tubarão que nasceu através do seu pai, o Tubarão-Deus.
A pele reforçada do Tubarão-Rei provê a ele proteção para ataques marítimos e físicos. Ele tem dentes tão poderosos como um tubarão real, e gosta de usá-los como arma. Ele possui guelras aquáticas, assim o possibilitando de respirar embaixo d'água. Ele nada a grandes velocidades e é resistente ao frio. Sua força e resistência foram ampliados, sendo que agora ele pode levantar até 55 toneladas. Também pode regenerar membros decepados, órgãos e dentes arrancados.

## Outras versões
Na linha do tempo alternativa de Flashpoint, o Rei Tubarão era como um homem forte em um freak show no Circo da Haley. Quando o Circo de Haley é atacado por Amazonas, o Tubarão-Rei é morto ao tentar salvar o Doutor Fate.

## Em outras mídias

### Filmes
- Tubarão-Rei aparece em Superman/Batman: Public Enemies, como um dos vilões que atacavam Batman e Superman.
- Tubarão-Rei aparece em Batman: Assault on Arkham, dublado por John DiMaggio nos EUA, e no Brasil dublado por Malta Júnior. Ele aparece como membro do Esquadrão Suicida, onde fez sua primeira aparição na animação em um motel com cadáveres pendurados: Ele se estava dentro de uma banheira com sangue expondo sua exótica preferência de se alimentar de seres humanos. De alguma forma ele é capturado em um ataque e forçado a entrar no Esquadrão Suicida. Em sua primeira reunião, ele tenta devorar a criminosa Nevasca (Louise Lincoln), mas eles formam uma amizade durante a missão. Tubarão-Rei também odeia alturas como visto em uma cena. Mais tarde, ele é morto por Amanda Waller após uma tentativa falhada por Riddler para desativar uma bomba que foi implantado cirurgicamente na parte de trás de seu pescoço como um mecanismo de proteção no caso de abandonarem a missão (devido a Riddler não ter considerado sua pele mais grossa).
- Tubarão-Rei aparece no filme O Esquadrão Suicida onde é interpretado por Sylvester Stallone.

### Séries
- O Tubarão-Rei apareceu na segunda temporada de The Flash, em varios episódios da série(uns 5 ep).[1]

### Vídeo-Game
- Tubarão-Rei aparece em Lego Batman 3: Beyond Gotham. Ele se assemelha a versão vista em Os Novos 52 e faz parte do conteúdo para download "Esquadrão".[2]

### Outros
- Rei Tubarão aparece na edição #14 de Justiça Jovem das histórias em quadrinhos. Tubarão-Rei é conhecido nessa franquia como Rei Nanaue Sha'ark. Ele é mostrado como um estudante na mesma academia de feitiçaria atlante que Aqualad, uma vez assistiu. Rei Sha'ark é também o regente do Atlante do estado Nanauve. Sha'ark tem o hábito de se referir àqueles que ele considera mais fracos do que a si mesmo como "Chum". Na edição #15, Lori Lemaris e Topo tiveram que convencer Sha'ark a não comer o ex-Atlante Purist Ronal (que foi perdoado pelo Aquaman).